# Langstedt
Langstedt (duń. Langsted) – miejscowość i gmina w Niemczech w kraju związkowym Szlezwik-Holsztyn, w powiecie Schleswig-Flensburg, wchodzi w skład urzędu Eggebek.